# Bačkovík
Bačkovík je obec ve východním Slovensku v okrese Košice-okolí. Leží asi 15 km severovýchodně od Košic a žije zde 645 obyvatel.

## Památky
- Evangelický kostel, jednolodní klasicistní stavba s pravoúhlým ukončením presbytáře a představěnou věží z roku 1837. Interiér kostela je plochostropý, presbytář je zaklenutý valenou klenbou. Zařízení kostela pochází z doby jeho stavby.[3] Fasády kostela jsou hladké, okna jsou půlkruhově ukončena. Věž je členěna kordonovými římsami a ukončena jehlanovitou helmicí.